# Типологія у країнознавстві
Типоло́гія у країнозна́встві — це групування країн світу за певними спільними ознаками, властивостями, якостями подібності, які дають можливість об'єднати ряд країн в одну групу (тип, підтип тощо) й водночас відрізняти їх від інших, ґрунтуючись на певних типологічних рисах.

Типології, що різняться за покладеними в їхню основу критеріями, можна поділити на два великі види: кількісні та якісні.

Типологічний підхід є принципово важливим інструментом пізнання різноманітної специфіки країн і регіонів.

## Кількісні типології
Кількісні типології країн світу ґрунтуються насамперед на зовнішніх формальних ознаках, що виражаються кількісними показниками (географічними, демографічними, економічними тощо). Вони дають можливість порівнювати окремі географічні параметри країн, що є важливими передумовами їхнього суспільного розвитку. Наприклад:

### Класифікація країн за розмірами території
Так, згідно з підходом, застосованим у підручнику Санкт-Петербурзького університету за редакцією С. Лаврова, виділяється чотири групи країн:
- найбільші, площею понад 4 млн км²;
- великі, розміри яких становлять 1—4 млн км²;
- середні за площею — 0,2—1,0 млн км²;
- малі, в тому числі «мікрокраїни», розміри території яких не перевищують 0,2 млн км².

### Класифікації за чисельністю населення
- найбільші країни, з населенням понад 100 млн чол.;
- великі, в яких мешкає від 50 до 100 млн чол;
- середні, з населенням 10—50 млн чол;
- малі, в яких мешкає не більше 10 млн чол., у тому числі «мікрокраїни», населення яких не перевищує 0,5 млн чол.

### Класифікація за географічним положенням
Типологічні відмінності між країнами за географічним положенням визначають важливу передумову їхнього соціально-економічного розвитку, а також геополітичного положення — транспортно-географічні можливості їхньої участі у світовій системі господарства і суспільних відносинах. Вважається, що приморське (Росія, США, Франція, Китай та ін.) та острівне (Японія, Велика Британія, Індонезія та ін.) положення сприяє прогресу, що яскраво засвідчує досвід нових індустріальних країн (Республіка Корея, Тайвань, Сінгапур, Бразилія та ін.). Третій тип країн — таких, що не мають виходу до моря (Афганістан, Нігер, Парагвай, Киргизстан та ін.), характерний для багатьох найменш розвинутих й економічно слаборозвинутих країн.

### Класифікація за річним обсягом ВВП
До кількісних типологій, які водночас відображають різні якості економіки країн, слід віднести їхнє групування за окремими економічними показниками.
Типологічна ознака річних обсягів ВВП країни дає можливість судити про масштаби її економіки, економічний потенціал і місце у світовому валовому продукті. За відмінностями у цьому показнику виділяють:
- найбільші країни з обсягом ВВП більш як 1 трлн дол. США;
- країни з великим ВВП (від 0,5 до 1 трлн дол. США);
- до середніх за масштабами і структурою (більш вузькою) економіки можна віднести країни з щорічним обсягом ВИ 11 від 0,1 до 0,5 трлн дол. США;
- до малих — із ВВП, що не перевищує 100 млрд дол.

Так, очолюваний М. Анісовим авторський колектив підручника Московського університету поділяє країни за такою типологічною ознакою як господарська ефективність — продуктивність праці (обсяг умовно чистої продукції на одного зайнятого в господарстві), Автори вирізняють такі типи країн: найбільш розвинуті, розвинуті, середньорозвинуті, менш розвинуті, нерозвинуті, найбільш відсталі.

## Якісні типології
Якісні типології країн світу ґрунтуються на комбінації низки показників, які здебільшого мають агрегатний та інтегральний характер і визначають складніші, внутрішні якості, особливості суспільного розвитку і його результатів, що мають причинний характер стосовно звичайних, кількісних показників.
У «Доповіді про розвиток людства» ООН наведено класифікацію 175 країн світу за рівнем економічного розвитку:
- промислово розвинуті — високий рівень (47 країн);
- країни, що розвиваються, — середній рівень (83 країни);
- найменш розвинуті — низький рівень (45 країн).

Класифікації і типології країн за рівнем соціально-економічного розвитку ґрунтуються на різноманітних критеріях і типологічних ознаках, основними з яких є:
1. макроекономічні показники (ВНП та ВВП, їхня динаміка й частка на душу населення, особисте споживання на душу населення тощо);
2. рівень життя населення (дитяча смертність, забезпеченість продуктами харчування, житлом, медичними послугами, предметами першої необхідності);
3. структура економіки (переважання промислового, сільськогосподарського виробництва або сфери послуг, галузева структура промисловості: співвідношення ролі видобувних і обробних галузей);
4. структура експорту (співвідношення у ньому сировини або готової продукції);
5. продуктивність праці та ін.

## Типологія В.В.Вольського
За типологією В. В. Вольського усі країни світу, відповідно до їхнього місця в системі світової економіки й міжнародних відносин, діляться на кілька груп.

### Економічно високорозвинуті країни
1. Головні капіталістичні країни (великі держави): США, Японія, ФРН, Франція, Велика Британія, Італія, Канада.
2. Економічно високорозвинуті невеликі країни Західної Європи («привілейовані дрібні нації»): Бельгія, Нідерланди, Люксембург, Швейцарія, Австрія, Швеція, Норвегія, Фінляндія, Данія, Ісландія та ін.
3. Країни «переселенського капіталізму»: Канада, Австралія, Нова Зеландія, Південна Африка, Ізраїль.

### Країни із середнім рівнем розвитку капіталізму
1. Середньорозвинуті країни Західної Європи: Іспанія, Португалія, Греція, Ірландія.
2. Середньорозвинуті країни Центрально-Східної Європи: Чехія, Угорщина, Словенія, Польща, Словаччина та ін.

### Економічно слаборозвинуті (країни, що розвиваються)
1. «Ключові країни»: Бразилія, Мексика, Індія, Китай.
2. Країни відносно зрілого капіталізму, серед яких вирізняють:
  - переселенські країни раннього розвитку залежного капіталізму: Аргентина й Уругвай;
  - країни «великоанклавного розвитку» капіталізму: Венесуела, Чилі та ін.;
  - країни зовнішньо орієнтованого «пристосовницького розвитку» капіталізму. Це, зокрема, Малайзія, Тайвань, Таїланд, Філіппіни, Південна Корея, Єгипет, Марокко, Туніс, Туреччина та ін.;
  - невеликі країни залежного плантаційного господарства: Нікарагуа, Гватемала, Коста-Рика, Домініканська республіка, Куба, Шрі-Ланка та ін.;
  - малі країни «концесійного розвитку» капіталізму: Ямайка, Тринідад і Тобаго, Папуа Нова Гвінея, Габон, Ботсвана та ін.;
  - дрібні та найдрібніші «держави-квартироздавачі»: Мальта, Кіпр, Панама, Ліберія, Багамські острови, Сінгапур, Бермудські острови, Барбадос та ін.;
  - невеликі країни — фінансово надлишкові значні нафтоекс-портери: ОАЕ, Катар, Кувейт, Бруней, Саудівська Аравія, Оман, Лівія;
  - значні низькоприбуткові країни: Індонезія, Пакистан, Бангладеш, Нігерія, В'єтнам та ін.
3. Молоді держави, що звільнилися (нації, що формуються): понад 60 найменш розвинутих країн Африки, Азії й Океанії.

## Типологія Б.П.Яценка
У типології країн Б. П. Яценка для визначення типу країн, окрім рівня економічного розвитку та особливостей структури господарства, враховується також рівень сформованості організаційно-управлінських, функціонально-галузевих і територіально-господарських структур. Виділяється п'ять груп країн:

### Економічно розвинені країни
1. Головні країни: США, Японія, Німеччина, Канада, Франція, Італія, Велика Британія;
2. Малі промислово розвинені країни Європи: Фінляндія, Данія, Австрія, Бельгія, Швеція, Швейцарія, Нідерланди, Норвегія;
3. Промислово розвинені країни Південної півкулі: Австралія, Нова Зеландія, ПАР.

### Середньорозвинуті країни перехідної економіки
1. Країни, які із запізненням стали на капіталістичний шлях розвитку: Іспанія, Португалія, Греція, Туреччина та ін.
2. Країни нової індустріалізації: Сінгапур, Південна Корея, Чилі, Уругвай, Аргентина, Бразилія, Мексика.

### Постсоціалістичні країни перехідної економіки
1. Постсоціалістичні країни Євразії: Польща, Чехія, Словаччина, Угорщина, Румунія, Хорватія, Сербія і Чорногорія, Словенія, Боснія і Герцеговина, Албанія, Болгарія, Північна Македонія, Монголія;
2. Молоді незалежні держави: Росія, Україна, Білорусь, Литва, Латвія, Естонія, Молдова, Грузія, Вірменія, Азербайджан, Казахстан, Туркменістан, Узбекистан, Киргизстан, Таджикистан.

### Країни, що розвиваються
1. Країни з порівняно зрілою структурою господарства: Туніс, Єгипет, Індія, Пакистан, Таїланд, Еквадор, Філіппіни, Перу, Індонезія, Венесуела, Колумбія, Марокко та ін.
2. нафтовидобувні країни: Кувейт, ОАЕ, Ірак, Іран, Саудівська Аравія та ін.
3. Менш розвинені країни: Ефіопія, Сомалі, Танзанія, Чад, Малаві, Бангладеш, Ємен, Афганістан та ін.)

### Країни централізовано керованої економіки
Країни центролізовано керованої економіки( Китай, КНДР, В'єтнам, Лаос, Куба.)

## Типологія Б.М.Зіміна за рівнем їхнього соціально-економічного розвитку

### Розвинуті капіталістичні країни
1. Країни «Великої сімки»: США, Японія, ФРН, Франція, Велика Британія, Італія, Канада.
2. Малі європейські країни: Бельгія, Нідерланди, Люксембург, Швейцарія, Австрія, Швеція, Норвегія, Фінляндія, Ісландія, Данія.
3. Країни «переселенського капіталізму»: Канада, Австралія, Нова Зеландія, ПАР, Ізраїль.
4. Середньорозвинуті країни: Іспанія, Португалія, Греція, Ірландія.

### Країни, що розвиваються
1. Ново індустріальні країни (НІК):
  - в Азії «Азійські тигри» або «дракони», НІК «першої хвилі»: Південна Корея, Сянган, Тайвань, Сінгапур;
  - НІК «другої хвилі» в Азії: Таїланд, Малайзія, Туреччина;
  - НІК «першої хвилі» у Латинській Америці: Мексика, Аргентина, Чилі, Бразилія;
  - НІК «другої хвилі» у Латинській Америці: Уругвай, Венесуела.
2. Країни нової індустріалізації (мають великі запаси робочої сили і природних ресурсів): Індонезія, країни Карибського регіону.
3. Нафтові країни: ОАЕ, Саудівська Аравія, Кувейт, Оман;
4. Країни, що живуть за рахунок природних ресурсів, сільського господарства, туризму: Єгипет, Марокко, Пакистан, Еквадор

### Країни соціалістичної індустріалізації
1. Країни Східної Європи;
2. Китай;
3. Інші колишні й теперішні соціалістичні країни

### Країни СНД
1. Найбільш розвинутий регіон: Європейська частина Росії, Україна, Білорусь, Молдова, країни Закавказзя;
2. Середній регіон: Казахстан і Сибір Росії;
3. Країни Середньої Азії;
4. Далекий Схід Росії з особливими ЕГП і визначеними запасами природних ресурсів.

## Типологія В. Максаковського, В. Дронова, В. Рома
За цією класифікацією країни світу поділяють на:

### Економічно розвинуті країни
1. Країни «Великої сімки»: США, Японія, ФРН, Франція, Велика Британія, Італія, Канада;
2. Менш значні насамперед європейські країни: Бельгія, Нідерланди, Люксембург, Швейцарія, Австрія, Швеція, Норвегія, Фінляндія, Данія, Ісландія, Іспанія, Португалія, Греція;
3. Країни «переселенського капіталізму»: Канада, Австралія, Нова Зеландія, ПАР, Ізраїль;
4. Країни Східної Європи.

### Країни, що розвиваються
1. «Ключові країни»: Індія, Бразилія, Мексика (разом дають стільки промислової продукції, скільки весь інший світ, що розвивається;
2. Нові індустріальні країни: «Азійські тигри» (Південна Корея, Сянган, Тайвань, Сінгапур) й деякі країни Латинської Америки(Аргентина, Чилі);
3. Нафтодобувні країни (насамперед країни Перської затоки);
4. Країни, які відстають у своєму розвитку (із відсталою економікою та значними феодальними пережитками): більшість країн, що розвиваються.
5. Найменш розвинуті країни (їх 42): Бангладеш, Непал, Афганістан, Еритрея, Сомалі, Чад, Нігер, Мозамбік тощо.
6. Китай.

## Типологія О. Шаблія
У типології країн Олега Шаблія за основу взято «україноцентричний підхід». Відповідно до нього виділяють такі групи країн:

### Країни-сусіди України
Росія, Молдова, Угорщина, Румунія, Словаччина, Польща, Білорусь.

### Найбільші країни світу, зв'язки з якими у соціально-економічній і політичній сферах є надзвичайно важливими для України
ФРН, США, Велика Британія, Франція, Китай, Японія, Індія.

### Країни світу із значною українською діаспорою
Канада, Казахстан, Бразилія, Аргентина, Австралія.